# Ryan Ochoa
Ryan Ochoa (San Diego, California, 17 de maio de 1996) é um ator norte americano mais reconhecido por seus papéis nas séries iCarly e Pair of Kings.  

## Biografia
Ryan nasceu em San Diego, California no dia 17 de maio de 1996 e tem três irmãos Raymond, Robert e Rick Ochoa. Formam, em conjunto um grupo musical denominado Ochoa Boyz. Tem uma, também uma irmã: Destiny Ochoa.
É descendente de uma família mexicana. Vive, actualmente em Wildomar, e frequenta, no 11º ano, a Elsinore High School
Ryan Ochoa nasceu em San Diego, CA. Ele sempre gostou de entreter a família e os amigos desde pequeno, imitando as Superstars da WWE, incluindo Dwayne Johnson, que até hoje ainda é um de seus atores favoritos e maiores inspirações.
Ele foi descoberto aos 5 anos de idade por um gerente de talentos, correndo pela loja de móveis de seu pai quando ela disse que ele deveria estar em comerciais. Ele marcou sua primeira audição para um comercial de ônibus "Greyhound" quando tinha apenas 7 anos e seu primeiro comercial nacional "Dairy Queen" aos 8 anos de idade. Ele pegou o bug da atuação e passou a fazer mais comerciais nacionais, um em particular foi para "JCPenny", que seus dois irmãos mais novos Robert Ochoa e Raymond Ochoa estavam no lugar com ele.
Ele começou a expandir sua carreira reservando seu primeiro papel teatral em um curta-metragem, o que levou a alguns longas-metragens independentes e passou a reservar seu primeiro longa-metragem The Perfect Game (2010), ao lado de Clifton Collins Jr., Jake T. Austin, Cheech Marin e vencedor do Oscar Louis Gossett Jr.. O filme era uma história verdadeira sobre a equipe da Little League mexicana de Monterrey em 1957, que foi a primeira equipe fora dos EUA a vencer a Little League World Series. Ryan interpretou o apanhador Norberto Villarreal, e até hoje, ele continua sendo um bom amigo da maior parte de seu elenco.
Sua grande chance veio em 2008, quando ele foi escalado para o filme de captura de movimento Os Fantasmas de Scrooge(2009) escrito e dirigido pelo diretor vencedor do Oscar Robert Zemeckis e estrelado por Jim Carrey, Gary Oldman e muitas outras grandes estrelas. Ryan teve vários papéis creditados no filme, incluindo a voz de Tiny Tim. Após o término da produção, Ryan acabou trabalhando para o Sr. Zemeckis em mais 2 filmes que estava produzindo, "Calling All Robots" e Marte Precisa de Mães (2011).
Ele então foi escalado como Chuck Chambers em um papel recorrente no programa de sucesso da Nickelodeon, iCarly (2007), como o inimigo de Spencer Jerry Trainor. Um ano depois, a Disney veio telefonar ...
Eles o escalaram regularmente no Par de Reis da Disney XD (2010). Ryan interpretou Lanny, o primo amargo e descontente dos reis gêmeos, onde seu principal objetivo era roubar o trono. Ele esteve no programa por 3 temporadas, onde apareceu em todos os episódios produzidos.
Seu primeiro papel principal em um filme foi com Universal / Disney no filme Fantasmas à Solta: Minha Namorada Fantasma (2014), onde interpretou Max Doyle ao lado de Bella Thorne.
Em 2012, Ryan formou um grupo musical de hip-hop com seus três irmãos Rick Ochoa, Robert Ochoa e Raymond Ochoachamado de "Ochoa Boyz". Eles fizeram uma turnê pelos EUA tocando em centenas de shows e eventos particulares. Suas músicas também podem ser ouvidas em vários filmes que Ryan e Raymond estrelaram. Eles continuam a escrever e co-produzir seus próprios vídeos musicais, que eles produzem, editam e agora dirigem juntos, com a própria produtora de Ryan, Triple R produções. Ryan mostra diariamente que ele não apenas adora estar na frente da câmera, mas também atrás da câmera.
Em 2018, Ryan estrelou ao lado do vencedor do prêmio Emmy e Tony Hal Linden em The Samuel Project (2018), dirigido e escrito por Marc Fusco. Ochoa interpreta Eli, um aspirante a artista que constrói um relacionamento com seu avô Samuel (Hal Linden), fazendo de Samuel o objeto de seu projeto de arte. Isso rendeu ao Ochoa e ao Sr. Linden indicações de "MELHOR ATOR" no San Diego Film Awards, onde o filme também ganhou "MELHOR FILME DE RECURSO NARRATIVO" e "MELHOR DIRETOR", respectivamente.
Após "The Samuel Project", Ochoa vestiu-se com trajes militares dos EUA na série de documentários da Netflix, Medal of Honor (2018), marcando este como seu quarto projeto com Robert Zemeckis e sua equipe, que produziram ao lado do vencedor do Oscar James Moll.
Uma semana depois de encerrar a "Medal of Honor", Ochoa estava em Sedona, Arizona, onde retrataria o skatista punk de rua do bairro,Quarto para alugar (2019), estrelado por Lin Shaye.
Ryan credita Casey Nicholas Price, o 1º assistente de direção do filme, por indicá-lo ao diretor. Ochoa trabalhou com Casey no início daquele ano em "The Samuel Project", onde ele construiu uma amizade ao longo da vida com Casey e muitos do elenco e equipe.
Em seguida, Ochoa não está apenas produzindo filmes, mas agora dirigindo e editando curtas-metragens, além de videoclipes para outros artistas solo.
O álbum de estréia oficial de Ryan "R-TYPE" com o "Ochoa Boyz" foi lançado no início de 2020. Ryan, seus irmãos e seu produtor independente foram os únicos escritores do álbum, sendo os únicos escritores listados em todos os 17 faixas. Cada irmão também aparece em sua própria faixa individual, apresentando seus talentos musicais em três registros de estilos diferentes. Ryan cita: "Este é 'R-TYPE' da música, 'R-TYPE' do gênero e 'R-TYPE' das histórias."
Ochoa ainda parece que sua jornada está apenas começando, e passa seu tempo estudando seu ofício, criando novos conteúdos, expandindo sua mentalidade de negócios, atingindo metas de condicionamento físico, enquanto se concentra em cumprir sua citação: "Se eu posso inspirar apenas UMA pessoa, então Eu cumpri meu propósito! "
Seja com uma câmera ou no palco com um microfone, Ryan nasceu para divertir e inspirar outras pessoas ao longo do caminho, garantindo que o mundo sempre "sonhe, deseje, acredite".
Seus atores mais inspiradores são Jim Carrey, Dwayne Johnson, Leonardo DiCaprio e Johnny Depp.

## Filmografia
| Ano         | Título                                     | Papel          |
| ----------- | ------------------------------------------ | -------------- |
| 2007        | Nostalgia                                  | Ryan Zorn      |
| 2008        | Parental Guidance                          | Max            |
| 2008        | iCarly                                     | Chuck Chambers |
| 2009        | A Christmas Carol                          | Tiny Tim (voz) |
| 2010        | Zeke & Luther                              | Deuce          |
| 2010        | Batman: The Brave and the Bold             | Roy Harper     |
| 2010        | Pair of Kings                              | Lanny          |
| 2011        | Mars Needs Moms!                           | Hatchling      |
| 2012        | Mr. Young                                  | Diego          |
| 2013        | Schlub Life                                | Adolescente 1  |
| 2014        | Fantasmas à Solta: Minha Namorada Fantasma | Max            |
| 2016        | Hit the Floor                              | Quentin        |
| 2016        | Another Day in Paradise                    | Cody           |
| 2017        | Del Playa                                  | Tim            |
| 2017        | Bodied                                     | Manifestante   |
| 2018        | The Samuel Project                         | Eli            |
| 2019        | Room for Rent                              | Wayne          |
| 2020        | Catch the '57                              | Ricky          |
| Em produção | Closer to the Moon                         | Ryan           |